# チャボタイゲキ
チャボタイゲキ（矮鶏大戟; 学名: Euphorbia peplus）は、ほとんどのヨーロッパ、北アフリカ、西アジア原産のトウダイグサ属植物の一種。大抵、農地や庭園、その他の荒れた土地で生育する。
原産地域外では、非常に広範囲に帰化しており、オーストラリア、ニュージーランド、北米、その他の温帯および亜熱帯気候の国々で外来種となっている。
リンネの『植物の種』(1753年) で記載された植物の一つである。

## 解説
チャボタイゲキは高さ5-30センチメートルに生長する一年生植物であり（ほとんどは農業雑草として背丈が低く育つ）、滑らかで無毛の茎をもつ。葉は先の尖った楕円形で、長さ1-3センチメートル、滑らかな縁部を有する。3つの放射状の散形花序を持つ緑色の花が咲く。トウダイグサ科に典型的な蜜腺は、長く薄い角 (horn) を持ちインゲンマメ形をしている。

## 医学的用途
この植物の汁は、急速に複製するヒトの組織に対して毒性があり、がんを含む一般的な皮膚の病変に対する伝統的治療薬として長い間使用されてきた。活性成分はインゲノール 3-アンゲラートと呼ばれるジテルペンエステルである。インゲノール 3-アンゲラートを含むゲルは日光角化症の治療薬としてアメリカ食品医薬品局 (FDA) に認可された。